# Дуденкова, Анна Сергеевна
Анна Сергеевна Дуденкова (бел. Ганна Сяргееўна Дудзянкова, родилась 7 мая 1994 года в Гродно) — белорусская гимнастка (художественная гимнастика), чемпионка мира 2013 года в групповом многоборье и в упражнении с 3 мячами и 2 лентами. Мастер спорта Республики Беларусь международного класса.

## Биография
Училась в Гродненской СДЮШОР № 3 в 1999—2008 годах. Первые тренеры — Марина Адольфовна Протасова и Людмила Михайловна Комиссарова. В 2008 году поступила в Республиканский центр олимпийской подготовки по прикладным видам спорта (тренер — Татьяна Ненашева). В составе белорусской сборной дважды попадала на пьедестал чемпионата мира 2013 в Киеве (золото в групповом многоборье и серебро в упражнении с 3 мячами и 2 лентами), дважды занимала 3-е место на чемпионате мира 2014 года в Измире (групповое многоборье и упражнения с 3 мячами и 2 лентами).
В 2015 году на Европейских играх стала чемпионкой в упражнении с 6 булавами и 2 обручами, а также бронзовой призёркой в групповом многоборье. В сентябре того же года на чемпионате мира в Штутгарте заняла с командой 7-е место в групповом многоборье (34.016 балла), пройдя на Олимпийские игры в Рио-де-Жанейро. Выступала в Рио в групповом многоборье, после квалификации с командой была на 3-м месте, но в итоге оказалась на 5-м месте (в команде с ней выступали Мария Кадобина, Мария Котяк, Валерия Пищелина и Арина Цицилина).
В 2016 году также стала чемпионкой Европы в израильском Холоне в упражнении с 5 лентами и серебряной призёркой в групповом многоборье. На этапах Кубка мира в Пизаро и Казани выиграла три серебряные медали: медали в упражнениях с обручами и булавами на обоих этапах, а также медаль в многоборье на этапе в Казани.
Сейчас живёт и работает в подмосковном Красногорске.